# Insulele Glorioase
Insulele Gloarioase (în franceză Îles Glorieuses) sau Glorieuses sau Glorioso sunt un arhipelag de insule ce fac parte din Insulele împrăștiate în Oceanul Indian, un teritoriu francez. Sunt situate la coordonatele 11°30′S 47°20′E / 11.500°S 47.333°E în nordul Canalului Mozambic între Madagascar și coasta Africii, la 160 km nord-vest de coasta Madagascarului. 

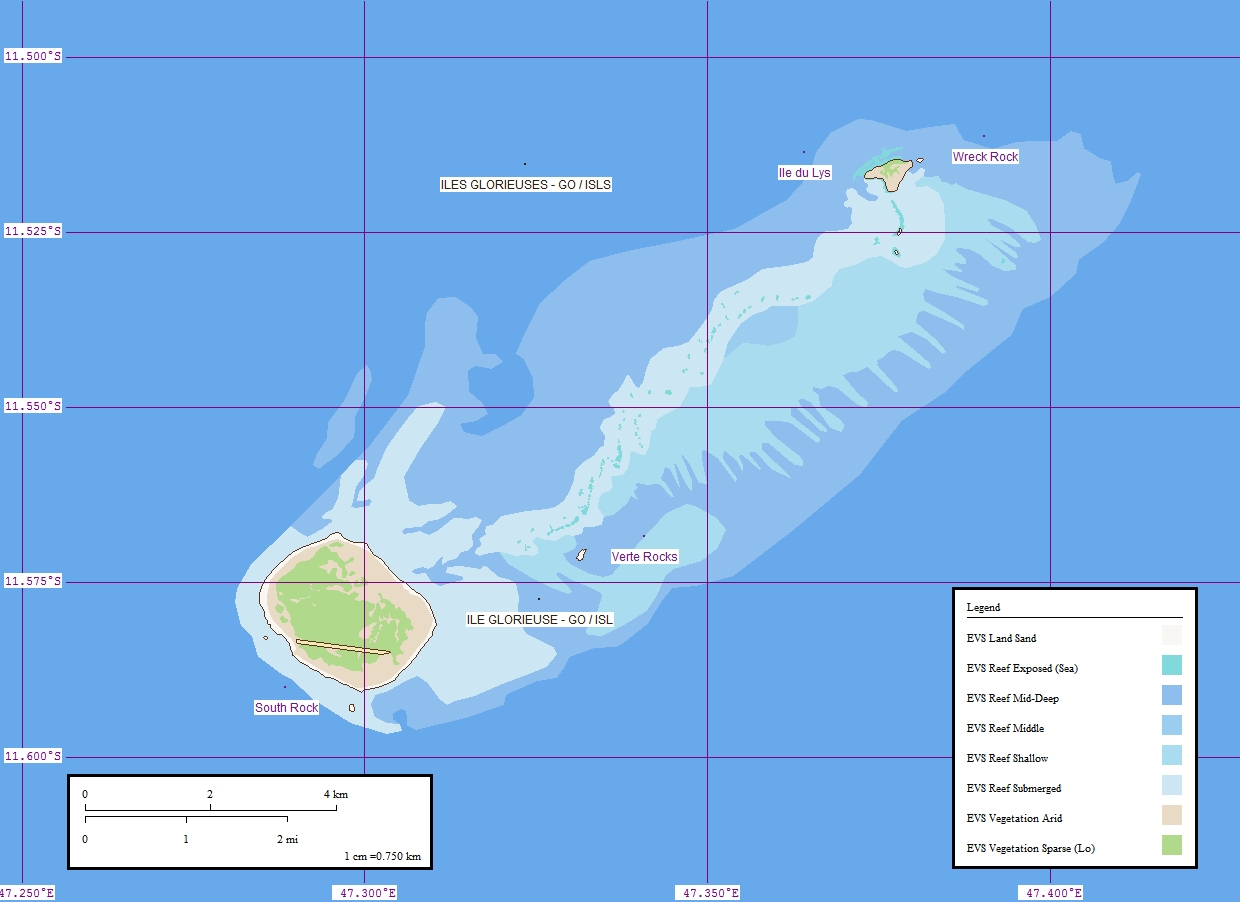
Harta insulelor

Arhipelagul este format din două insule Grande Glorieuse și Île du Lys precum și alte opt insule mai mici stâncoase. Suprafața totală este de aproximativ 5 km² și insulele fac parte dintr-un recif coralier și o lagună. Între insule există un banc de nisip care este descoperit la mareele joase. Insula mare, Grande Glorieuse, este aproximativ circulară cu un diametru de maxim 3 km. Insula este acoperită de o vegetație deasă, reminescențele unei plantații de cocotieri. Île du lys, insula mai mică, este situată la aproximativ 8 km la nord-vest, este tot aproximativ circulară cu un diametru maxim de 600 m. A fost utilizată pentru extragerea de fosfați folosiți ca îngrășăminte în agricultură. 

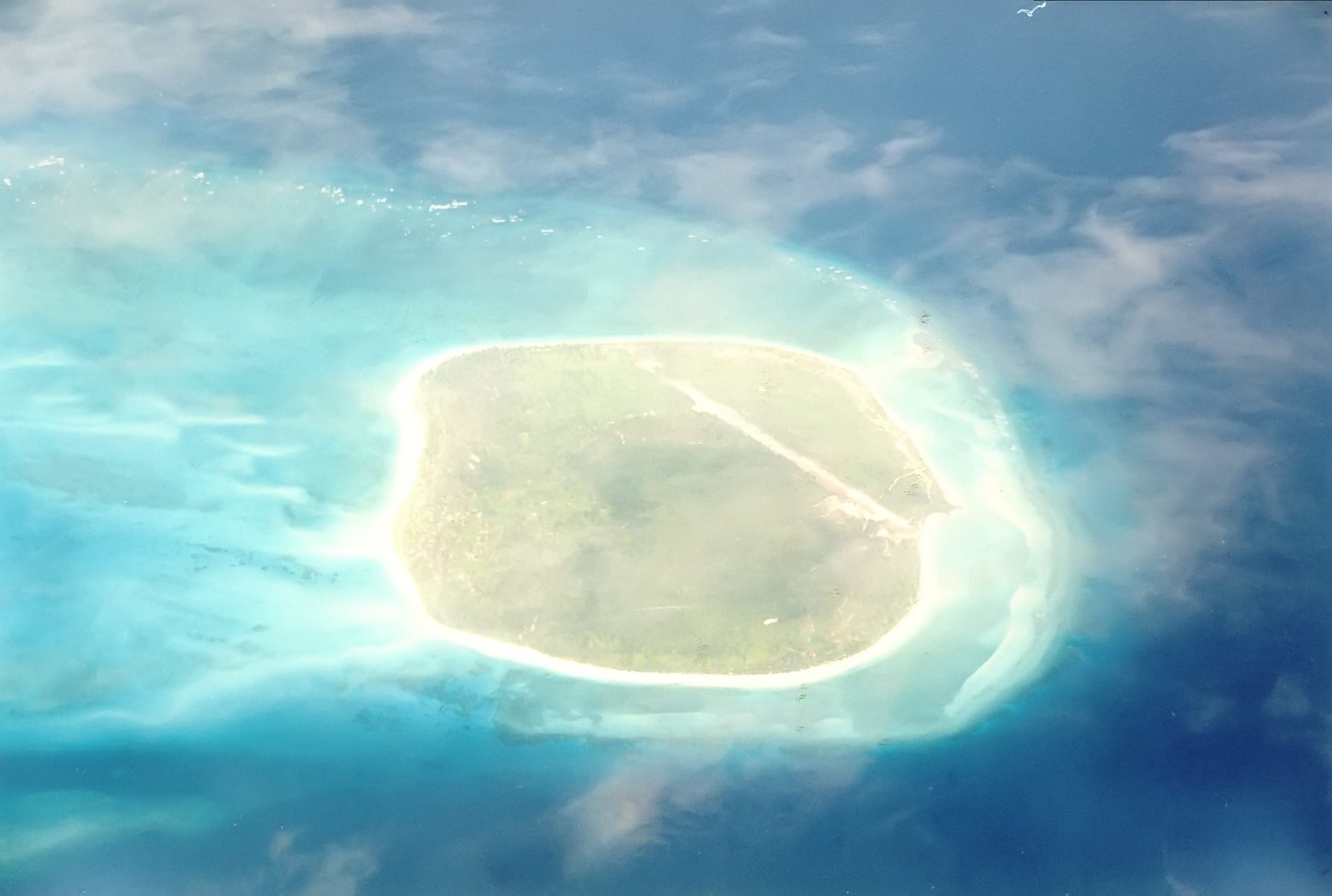
Insula Grande Glorieuse

Insulele au atașate Franței de un comerciant, Hippolyte Caltaux, care în 1878 obține aprobarea să se stabilească aici, pe propria sa răspundere. Acesta s-a stabilit pe insulă unde a pornit o plantație de cocotieri iar în 1892, după numeroase amenințări ale marinei britanice, Franța a recunoscut suveranitatea sa asupra insulei. Insulele au fost atașate administrativ de Mayotte și ulterior de Madagascar, ambele colonii franceze la acea vreme. Până în 1907 Caltaux a exploatat plantația de cocotieri, iar ulterior autoritățile franceze au acordat concesiunea unei societăți malgașe. Concesiunea ia sfârșit în 1958 iar în anul următor, stația meteorologică de pe insulă devine permanentă și o pistă de avion este construită. 
În 1960, odată cu independența Madagascarului, insulele, împreună cu celelalte insule împrăștiate din Oceanul Indian sunt trecute în subordinea ministerului francez al teritoriilor de peste mări. În 1973, în contextul revendicărilor de către Madagascar, Seychelles și Comore a insulelor Glorioase, armata franceză instalează un detașament permanent de 11 militari pe insule care asigură funcționarea unei stații radio. În 1975 insulele sunt declarate rezervație naturală, accesul și pescuitul fiint strict regelementate. 